# Anisacanthus
Genre
Classification APG III (2009)
Anisacanthus est un genre de plantes à fleurs de la famille des Acanthaceae.

## Liste des espèces
Selon "The Plant List" 27 octobre 2012
- Anisacanthus andersonii T.F.Daniel , (1982)
- Anisacanthus boliviensis (Nees) Wassh. , (1992)
- Anisacanthus brasiliensis Lindau , (1895)
- Anisacanthus insignis A. Gray , (1886)
- Anisacanthus juncea (Torr.) Hemsl. , (1882)
- Anisacanthus linearis (S.H.Hagen) Henrickson & E.J.Lott , (1982)
- Anisacanthus malmei Lindau 	, (1897)
- Anisacanthus nicaraguensis Durkee , (1999)
- Anisacanthus pohlii Lindau , (1897)
- Anisacanthus puberulus (Torr.) Henrickson & E.J.Lott , (1982)
- Anisacanthus pumilus (Dietr.) Nees , (1775)
- Anisacanthus quadrifidus (Vahl) Nees , (1847)
  - Anisacanthus quadrifidus var. wrightii (Torr.) Henrickson , (1842)
- Anisacanthus ramosissimus (Moric.) V.M.Baum , (1982)
- Anisacanthus secundus Leonard , (1939)
- Anisacanthus tetracaulis Leonard , (1950)
- Anisacanthus thurberi (Torr.) A.Gray , (1878)
- Anisacanthus trilobus Lindau , (1914)
- Anisacanthus tulensis Greenm. , (1912)

## Espèces aux noms synonymes, obsolètes et leurs taxons de référence
Selon "The Plant List" 27 octobre 2012
- Anisacanthus caduciflorus (Griseb.) Lindau = Anisacanthus boliviensis (Nees) Wassh., (1992)
- Anisacanthus caducifolius (Griseb.) Lindau = Anisacanthus boliviensis (Nees) Wassh., (1992)
- Anisacanthus cauduciflorus (Griseb.) Ariza = Anisacanthus boliviensis (Nees) Wassh., (1992)
- Anisacanthus greggii (Torr.) A.Gray = Anisacanthus pumilus (Dietr.) Nees, (1775)
- Anisacanthus insignis Dayton = Anisacanthus puberulus (Torr.) Henrickson & E.J.Lott, (1982)
- Anisacanthus insignis var. linearis S.H.Hagen = Anisacanthus linearis (S.H.Hagen) Henrickson & E.J.Lott, (1982)
- Anisacanthus junceus (Torr.) Hemsl. 	= Anisacanthus quadrifidus var. wrightii (Torr.) Henrickson, (1842)
- Anisacanthus quadrifidus var. brevilobus (S.H.Hagen) Henrickson 	= Anisacanthus quadrifidus (Vahl) Nees, (1847)
- Anisacanthus virgularis (Salisb.) Nees = Anisacanthus quadrifidus (Vahl) Nees, (1847)
- Anisacanthus wrightii (Torr.) A.Gray = Anisacanthus quadrifidus var. wrightii (Torr.) Henrickson, (1842)
- Anisacanthus wrightii var. brevilobus S.H.Hagen = Anisacanthus quadrifidus (Vahl) Nees, (1847)

## Espèces au statut non encore résolu
Selon "The Plant List" 27 octobre 2012
- Anisacanthus abditus Brandegee
- Anisacanthus glaberrimus M.E.Jones
- Anisacanthus gonzalezii Greenm.
- Anisacanthus ochoterenae Miranda
- Anisacanthus quadrifidus (Vahl) Standl.
- Anisacanthus ruber Lindau
- Anisacanthus stramineus Barneby